# Блумінг-Гроув (Техас)
Блумінг-Гроув (англ. Blooming Grove) — місто (англ. town) в США, в окрузі Наварро штату Техас. Населення — 857 осіб (2020).

## Географія
Блумінг-Гроув розташований за координатами 32°5′33″ пн. ш. 96°43′2″ зх. д. / 32.09250° пн. ш. 96.71722° зх. д. (32.092362, -96.717295).  За даними Бюро перепису населення США в 2010 році місто мало площу 2,22 км², уся площа — суходіл.

## Демографія
Згідно з переписом 2010 року, у місті мешкала 821 особа в 321 домогосподарстві у складі 229 родин. Густота населення становила 370 осіб/км².  Було 371 помешкання (167/км²).
Расовий склад населення:
| - 92,9 % — білих - 3,8 % — чорних або афроамериканців - 0,4 % — корінних американців - 0,4 % — азіатів - 1,5 % — осіб інших рас |

До двох чи більше рас належало 1,1 %. Частка іспаномовних становила 3,4 % від усіх жителів.
За віковим діапазоном населення розподілялося таким чином: 28,3 % — особи молодші 18 років, 57,3 % — особи у віці 18—64 років, 14,4 % — особи у віці 65 років та старші. Медіана віку мешканця становила 35,1 року. На 100 осіб жіночої статі у місті припадало 88,7 чоловіків;  на 100 жінок у віці від 18 років та старших — 82,9 чоловіків також старших 18 років.
Середній дохід на одне домашнє господарство  становив 58 027 доларів США (медіана — 42 500), а середній дохід на одну сім'ю — 70 082 долари (медіана — 61 000). Медіана доходів становила 40 515 доларів для чоловіків та 26 563 долари для жінок. За межею бідності перебувало 16,3 % осіб, у тому числі 19,0 % дітей у віці до 18 років та 5,9 % осіб у віці 65 років та старших.
Цивільне працевлаштоване населення становило 468 осіб. Основні галузі зайнятості: освіта, охорона здоров'я та соціальна допомога — 25,0 %, роздрібна торгівля — 22,9 %, виробництво — 8,3 %, будівництво — 7,9 %.